# Brązówka
Brązówka (Anas rubripes) – gatunek dużego ptaka z rodziny kaczkowatych (Anatidae), zamieszkujący Amerykę Północną. Nie jest zagrożony wyginięciem.

## Taksonomia
Jest to gatunek monotypowy. Bywał niekiedy uznawany za podgatunek krzyżówki, z którą na wolności często się krzyżuje.

## Występowanie
Wschodnia Kanada i północno-wschodnie USA. Zimuje na południe od zasięgu letniego aż po środkową Florydę i północne wybrzeża Zatoki Meksykańskiej.

## Morfologia
Długość ciała 48–60 cm, rozpiętość skrzydeł 84–91 cm, masa ciała 1400 g. Ptak ten wielkością oraz sylwetką przypomina krzyżówkę. Pióra na tułowiu ciemnobrązowe, szyja i głowa jaśniejsze. W locie widoczne białe pokrywy podskrzydłowe, które kontrastują z ciemnym tułowiem. Lusterko purpurowe lub niebieskie, czarno obrzeżone. Nogi pomarańczowe, samiec ma jaśniejsze. Dziób u samca jasnożółty, u samicy ciemny z plamkami, a u młodych oliwkowozielony.

## Ekologia

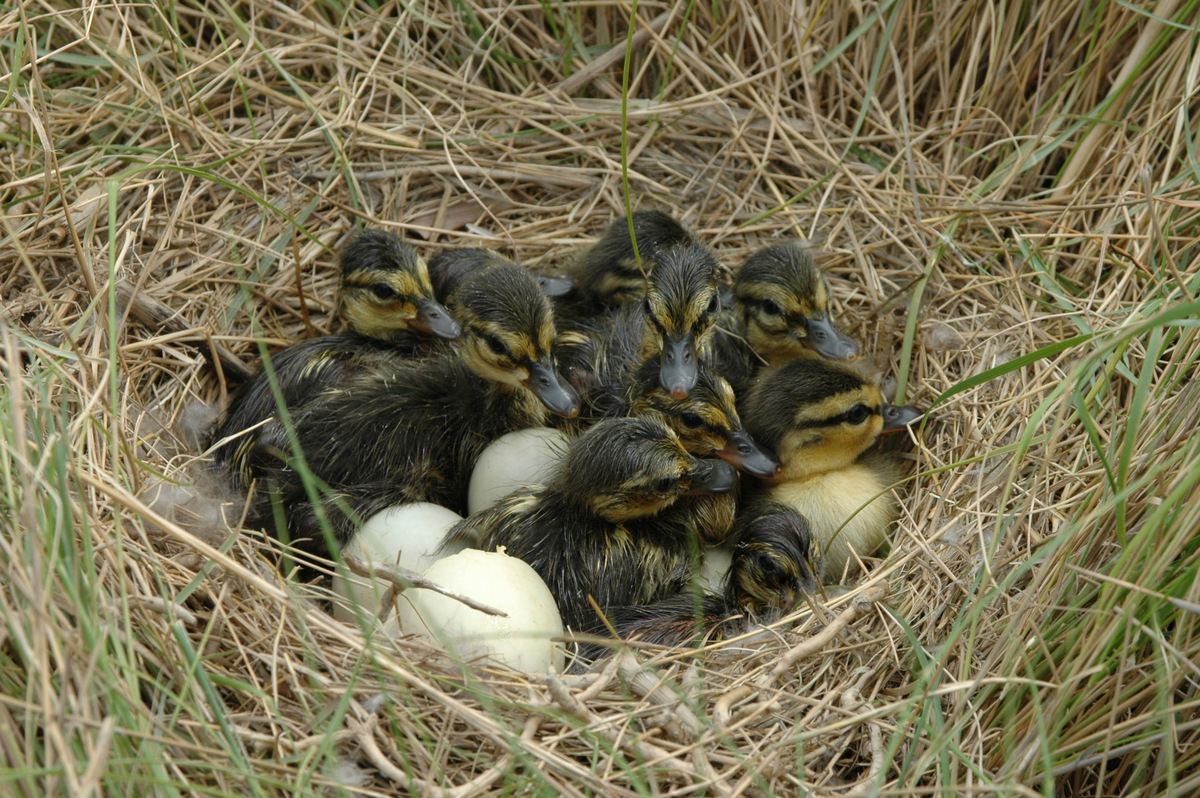
Świeżo wyklute pisklęta

Zamieszkuje jeziora, bagna oraz inne wody słodkowodne. Żywi się nasionami, roślinami wodnymi i uprawnymi, owadami wodnymi, mięczakami, płazami i skorupiakami. W gnieździe zbudowanym z trawy, gałęzi i igliwia wypchanym puchem i pierzem, samica składa 6–12 kremowobiałych jaj, które wysiaduje przez 28 dni.

## Status
Międzynarodowa Unia Ochrony Przyrody (IUCN) uznaje brązówkę za gatunek najmniejszej troski (LC – Least Concern) nieprzerwanie od 1988 roku. Jest to pospolity ptak łowny. Jego liczebność znacząca spadła w latach 1966–2014, choć po 2004 roku spadki spowolniły. Główne przyczyny zmniejszenia się populacji to rozwój rolnictwa, pozyskiwanie drewna i urbanizacja w siedliskach lęgowych i na zimowiskach tego gatunku, a także intensywne polowania.